# Свети Георги (Вашарейца)
Вижте пояснителната страница за други значения на Свети Георги.
„Свети Великомъченик Георгий“ или „Свети Георги“ (на македонска литературна норма: „Свети Ѓорѓи“, „Свети Георгиј“) е възрожденска православна църква в битолското село Вашарейца, Северна Македония. Църквата е под управлението на Преспанско-Пелагонийската епархия на Македонската православна църква.
Храмът е гробищен и според надписите в него строежът му продължава от 1862 до 1883 година. Според надписите в селото „началници“ по това време са Ристе, Божин, Богдан, Илия и Георги Власак (от рода Власковци), Петко, Тръпче, Стоян, Коле и Ангел. Вътрешността на църквата е изцяло изписана с хубави стенописи, сред които впечатляващи изображения на четиримата конници на Апокалипсиса, Страшния съд, Пъклото и други. Преданията казват, че на 300 m от църквата, в местността Манастирище, имало латински манастир. Там са открити мраморни елементи, от които някои са пренесени в църквата и стоят до самата врата.

## Галерия
- Входът
- Стенопис с четиримата ездачи на Апокалипсиса
- Ктиторският надпис
- Стенопис на Исус Христос
- Стенопис на западния зид и вторият ктиторски надпис
- Новопоставеният кръст до църквата